# Lakásvadászok
A Lakásvadászok a TV2 2025-ben induló reality műsora, amely a francia Flat Hunters formátumán alapul.
A műsor kezdési időpontját még homály fedi. A forgatás hamarosan elkezdődik.[forrás?]

## Története
2025. március 18-án miután az RTL reggel sajtóközleményében bejelentette az Ingatlanvadászokat, erre reagálva a TV2 este a Tények Pluszban bejelentette, hogy megvásárolták a Flat Hunters jogait a Studio 89 Productions/M6 francia jogtulajdonostól és, hogy rövidesen várják azok jelentkezését, akik lakásvásárlás előtt állnak. 2025. március 19-én bejelentették, hogy a műsor műsorvezetője Lékai-Kiss Ramóna lesz.

## A műsor menete
A műsorban magyar ingatlanosok küzdenek a lakásvásárlás előtt álló párok, családok kegyeiért, miközben egymással is versenyeznek, hiszen sok múlik azon, ki kínálja a legvonzóbb, ár-érték arányban legtökéletesebb otthont, és kinek sikerül a leginkább ráéreznie a vevők ízlésére és igényeire.

## Évadok
| Évad | Évad | Részek száma | Részek száma | Eredeti sugárzás | Eredeti sugárzás | Eredeti adó |
| Évad | Évad | Részek száma | Részek száma | Évadbemutató     | Évadzáró         | Eredeti adó |
| ---- | ---- | ------------ | ------------ | ---------------- | ---------------- | ----------- |
|      | 1.   | —            | —            | n. a.            | n. a.            |             |